# Bodo Pfaff-Greiffenhagen
Bodo Pfaff-Greiffenhagen (* 30. Januar 1962 in Frankfurt am Main) ist ein deutscher Politiker (CDU). Von November 2017 bis Januar 2019 war er als Nachrücker Abgeordneter im Hessischen Landtag (MdL).

## Leben und Wirken
Nach seinem Abschluss 1992 als Diplom-Betriebswirt (FH) arbeitete Bodo Pfaff-Greiffenhagen als Angestellter im steuerberatenden Beruf und nahm ab 1997 Tätigkeiten im Bereich Rechnungswesen, Finanzen sowie freiberufliche Tätigkeit in eigener Hausverwaltung wahr. 1999 wechselte er zunächst als Angestellter, später als Beamter (Regierungsoberrat), als Sachverständiger für Wirtschaftsstrafsachen in die Abteilung für Wirtschaftskriminalität des Polizeipräsidiums Frankfurt am Main.
Pfaff-Greiffenhagen, seit Ende der 90er Jahre Mitglied der CDU, ist seit 2006 Mitglied im Vorstand und seit 2015 Vorsitzender des CDU-Stadtbezirksverbandes Frankfurt am Main/Ostend. Seit April 2006 ist er Mitglied im Frankfurter Ortsbeirat 4 (Bornheim/Ostend) und nimmt dort die Rolle des Fraktionsvorsitzenden ein. Von 2012 bis 2016 war er zudem Ortsvorsteher von Frankfurt-Bornheim/Ostend. Am 1. November 2017 rückte er für Bettina Wiesmann in den Hessischen Landtag nach, die nach der Wahl zur Bundestagsabgeordneten ihr Landtagsmandat niedergelegt hatte.